# Manjural Islam Rana
Manjural Islam Rana, também conhecido como Qazi Manjural Islam, (4 de Maio de 1984 – Kartikdanga, Khulna, Bangladesh, 16 de Março de 2007) foi um jogador de críquete do Bangladesh que jogou seis Tests e 25 One-day International pela equipa de críquete do Bangladesh. Ele era um lançador ortodoxo de braço esquerdo. Passou algum tempo jogando no Campeonato do Surrey pelos "Old Mid-Whitgiftians".

## Auge da carreira
Rana fez a sua estreia no ODI contra a Inglaterra, em Chittagong, em Novembro de 2003. Coberto por Mohammad Rafique, despediu Michael Vaughan logo à terceira bola do jogo e tornou-se no primeiro jogador do Bangladesh a fazê-lo logo na sua primeira participação internacional. O seu "Test" de estreia veio pouco depois, em Harare, em 2003-2004.
Foi duas vezes "Man-of-the-Match" (Homem do Certame) contra o Zimbabwé numa série da ODI em Janeiro de 2005. Nas séries conseguiu os melhores resultados da sua carreira de 4/34.

## Morte
Aos 22 anos de idade, ele morreu num acidente de motociclo em Março de 2007, enquanto os seus antigos colegas da equipa do Bangladesh estavam na World Cup, nas Caraíbas. Foi relatado que ele chocou contra os rails numa ponte, em Kartikdanga.
Tornou-se no mais jovem jogador de críquete profissional a morrer. No mesmo acidente morreu um outro jogador de críquete do Bangladesh, Sajjadul Hasan.